# Hospice Kuria

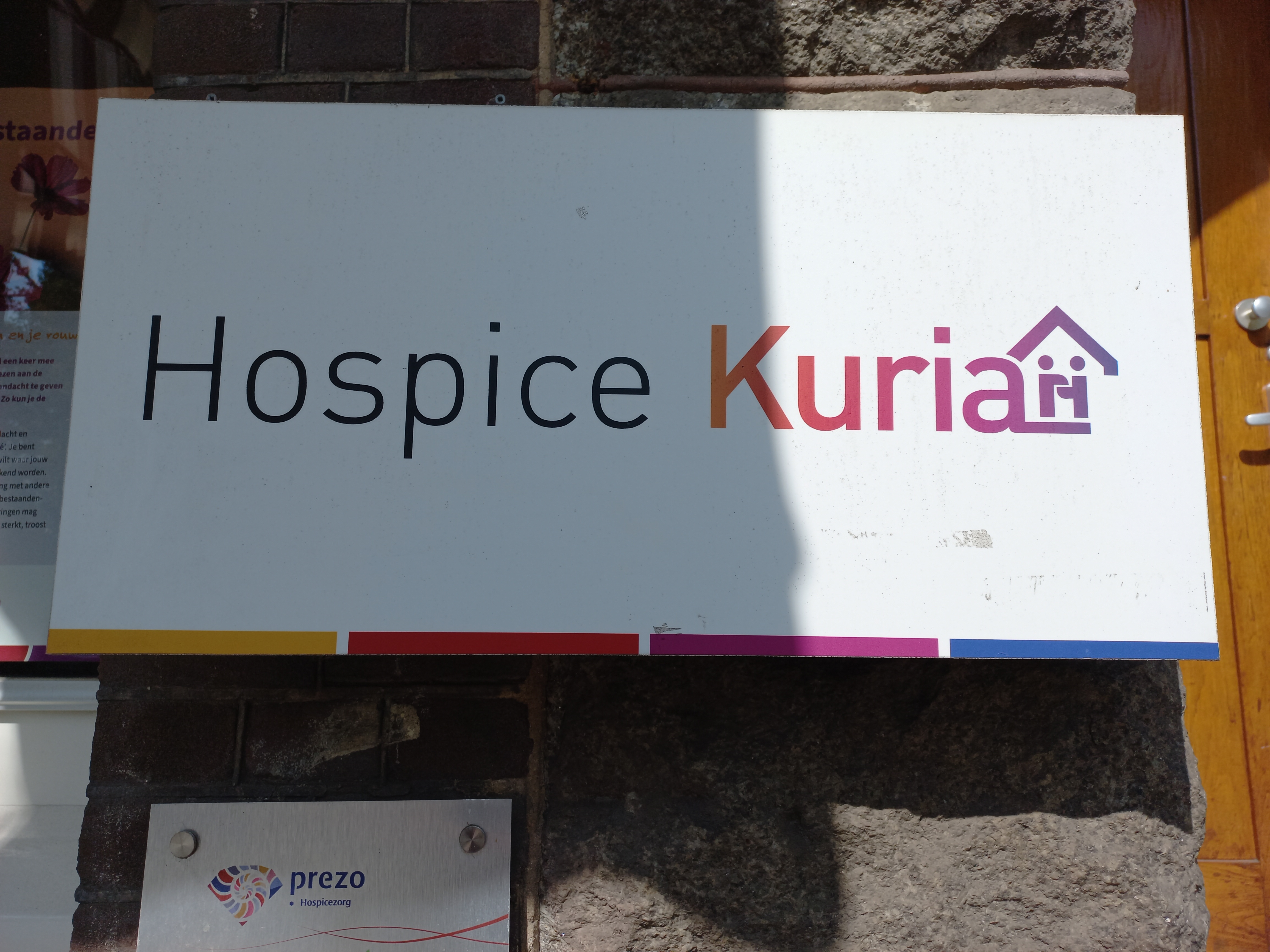
Hospice Kuria (augustus 2025)

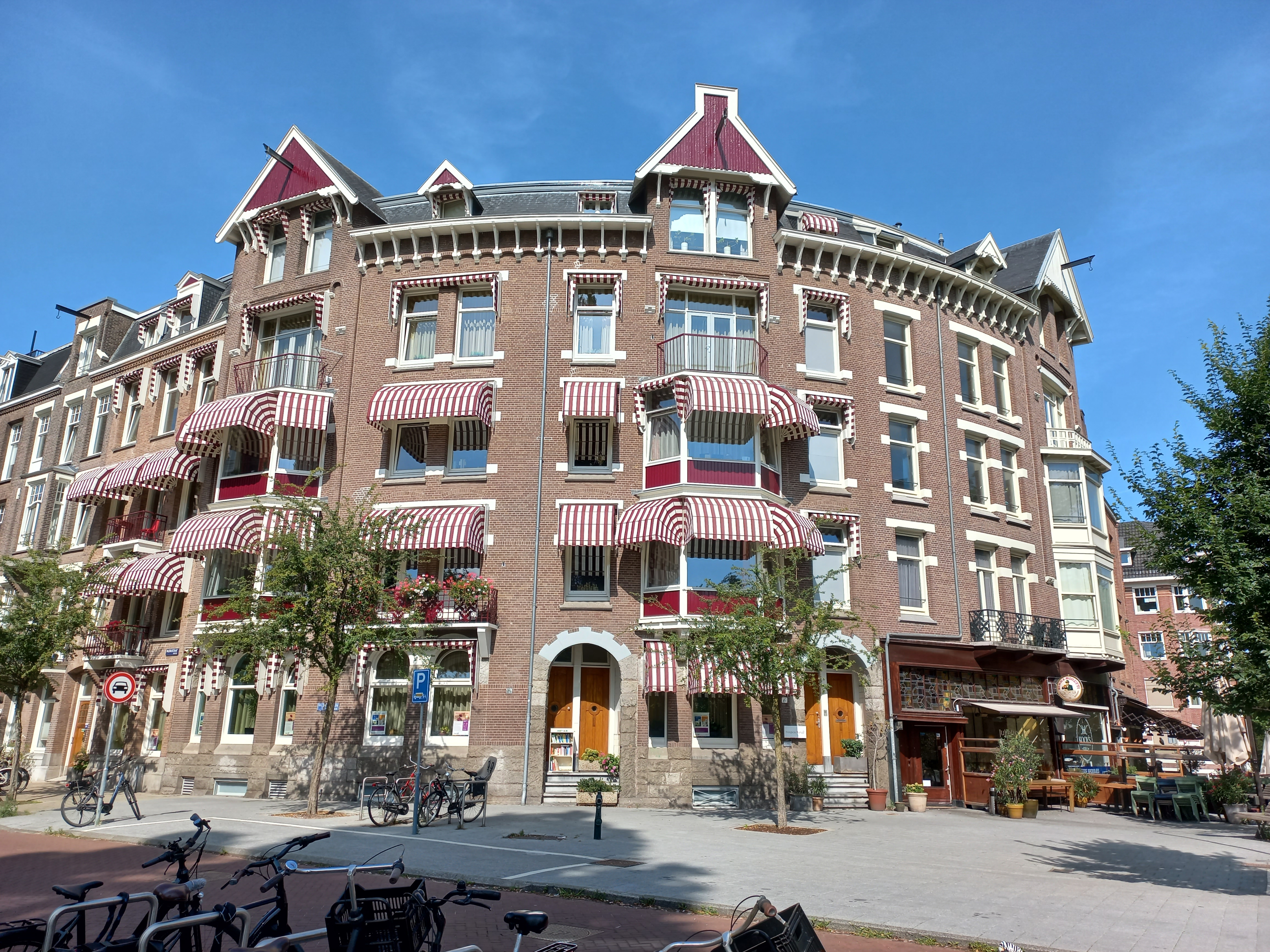
Valeriusstraat 6 (augustus 2025)

Hospice Kuria is het oudste hospice in Amsterdam. Ze is gevestigd aan het Valeriusplein 6, Amsterdam-Zuid.

## Hospice
Hospice Kuria kwam rond 1991 van de grond. Vanuit religieuze optiek wilde men palliatieve zorg bieden aan slachtoffers van de aidsepidemie. Die slachtoffers konden toen moeilijk anders terecht. In later tijdens verruimde Kuria haar werkzaamheden met uitbehandelde kankerpatiënten. Alles is kleinschalig; men heeft opvang van tien patiënten; bovendien is het een verzamelpunt van maatjes in de omgeving. In Amsterdam waren in 2024 vier zelfstandige hospices actief naast het aanbod palliatieve zorg van de grotere zorginstellingen als Cordaan en Amstelring.

## Gebouw
Het bedrijf is gevestigd in een uit 1910-1911 stammend gebouw neergezet door de exploitatiemaatschappij Weltevreden. De opzet betrof winkels en bovenwoningen (4-8). Als architect werd Johannes Hendricus Lesmeister ingeschakeld; hij werd later bijgestaan door een bouwkundige F. Vonk. Het gebouw kenmerkt zich door een ronde gevel (spiegelbeeld van Valeriusplein 1-5) die de overgang van de Emmalaan naar het plein (en andersom) aangeeft. Het gebouw diende na de Tweede Wereldoorlog al tot verpleegtehuis getiteld Romsicht. 